# Lac salé
Pour le lac des États-Unis, voir Grand Lac Salé.

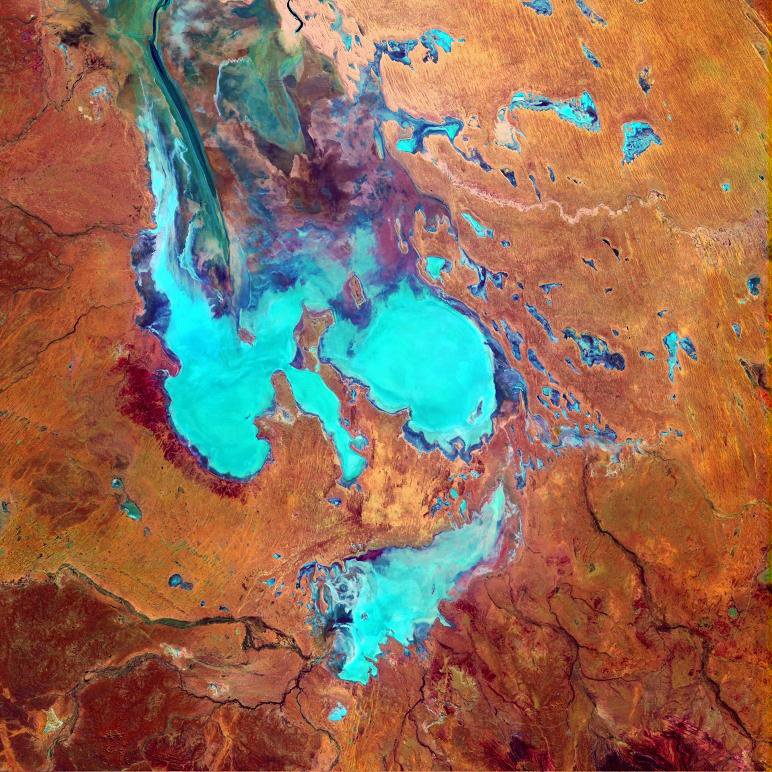
Image satellite composite du lac Eyre utilisant les longueurs d'onde infra-rouges et bleue.

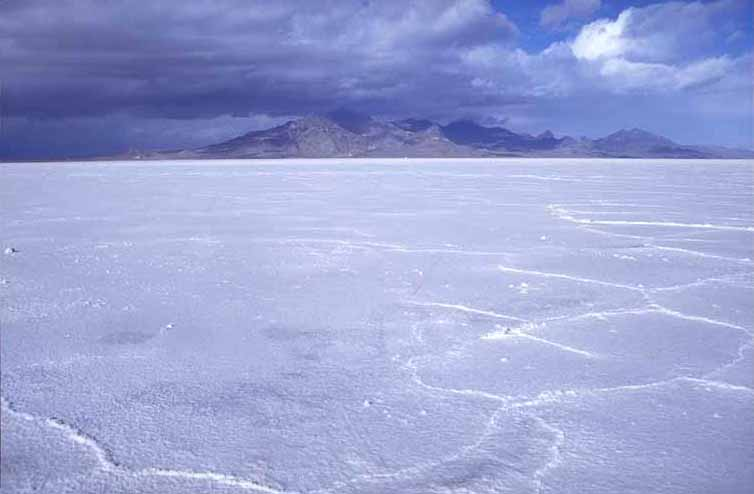
Les étendues salées de Bonneville Salt Flats à l'ouest du Grand Lac Salé. Ce dernier n'est qu'un vestige du lac Bonneville préhistorique.

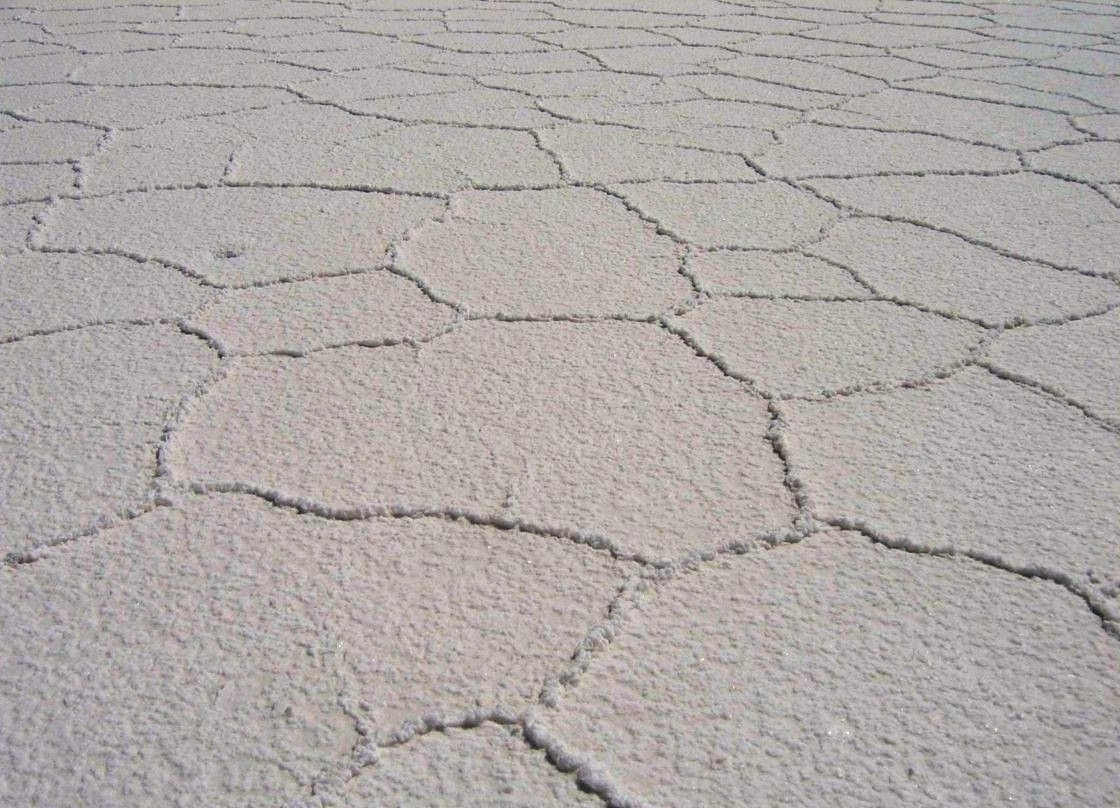
Le Salar d'Uyuni, le plus grand désert de sel au monde se trouve en Bolivie.

Un lac salé est une grande étendue d'eau salée entourée par des terres. Dans le monde, la plupart des lacs sont constitués d'eau douce, les lacs salés faisant exception.

## Terminologie
On relève dans l'usage en langue française les expressions lac salé, lac de sel et lac salin. 
En espagnol d'Amérique un lac salé est dit salar, notion qui se confond en Amérique hispanophone et dans les langues autochtones américaines avec celle de désert de sel.

## Définition

### Lac ou mer fermée
Selon différentes définitions, un lac (ou une mer fermée) est un grand volume d'eau libre superficielle, remplissant une dépression, entouré de terres de tous côtés et sans contact direct avec les océans.
La nature de l'eau, notamment la salinité, n'est pas un critère de différenciation entre un lac et une mer fermée.
De plus, en limnologie les critères de dimensions comme la superficie ou la profondeur n'entrent pas dans la définition d'un lac. Certains auteurs ont défini que pour être considérée comme un lac, une étendue d'eau continentale devait posséder « une région centrale dans laquelle la profondeur de l’eau est suffisante pour interdire la venue de la flore littorale », que cette profondeur devait dépasser 5 à 7 mètres, que l'étendue devait dépasser une surface de 100 à 200 hectares ou un volume de 1 million de mètres cubes.
Ces différents critères permettent de différencier un lac d'une étendue d'eau plus petite comme une mare. Mais ils ne permettent pas de distinguer un lac salé d'une mer fermée.
D'ailleurs, la mer Caspienne, à la fois l'une des plus petites mers et le plus grand lac salé du monde, n'a pas le statut juridique des mers et est toujours considérée comme un lac.

### Eau salée
Par définition, une eau est dite saumâtre quand elle contient entre 0,5 et 10 grammes de sels par litre. Une salinité inférieure qualifie l'eau de « douce » tandis qu'une salinité supérieure la qualifie de « marine ». Dans de nombreux cas, la salinité des lacs salés est supérieure à celle de l'eau de mer.

## Caractéristique

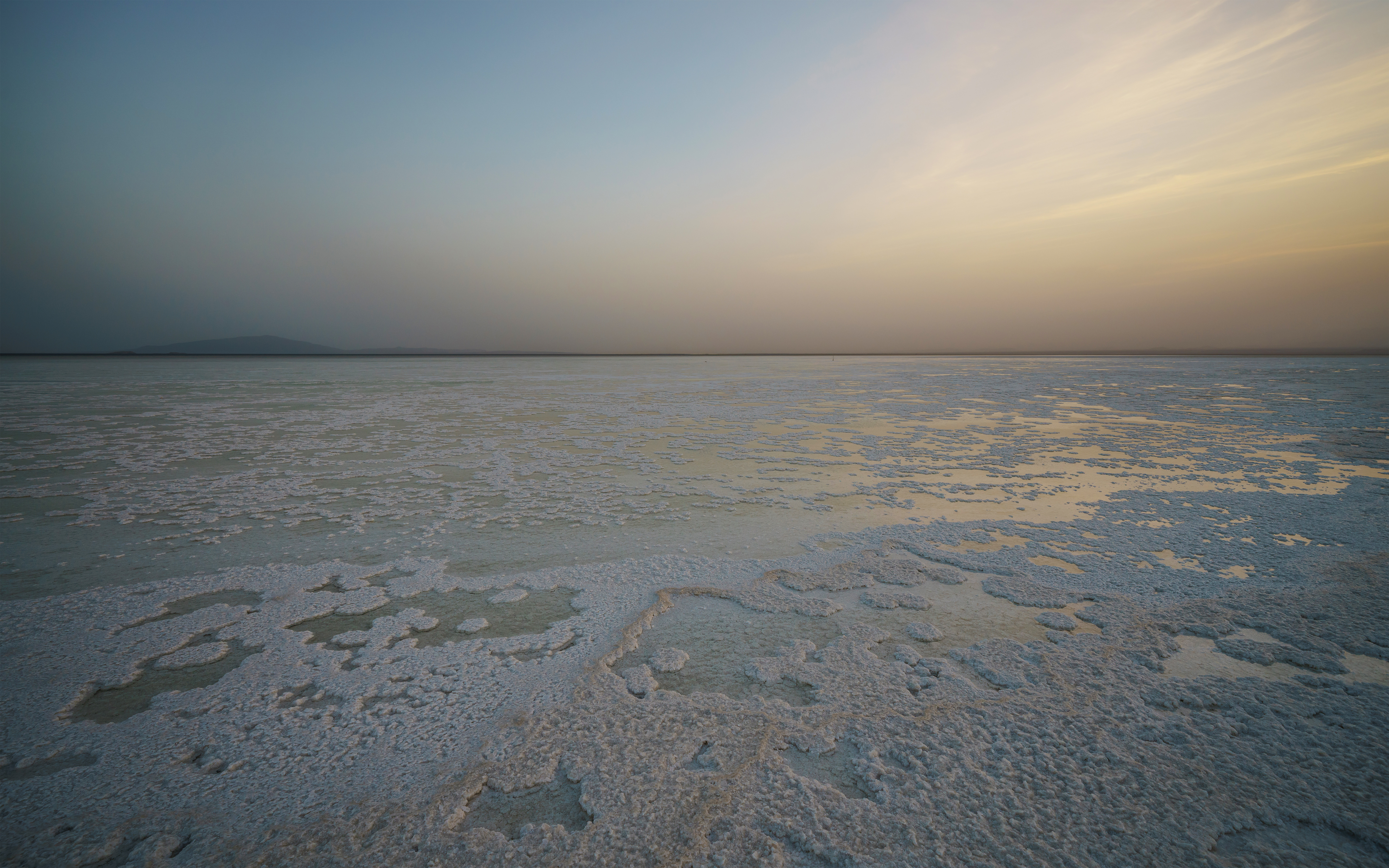
Le lac Karoum (Éthiopie), un lac salé au milieu du désert Danakil.

Les lacs salés se forment lorsque l'eau arrivant dans le bassin d'un lac et contenant des sels minéraux, ne peut le quitter et atteindre la mer. Ainsi l'endoréisme est un terme d'hydrologie qui caractérise des régions où l'écoulement des eaux (superficielles ou non) n'atteint pas la mer et se perd dans les dépressions fermées. Toute pluie ou autre forme de précipitations qui tombe sur un bassin endoréique ne peut le quitter qu'en s'évaporant. Avec le temps, la concentration en sels minéraux augmente progressivement. Certains lacs salés (par ex. le lac Karoum ou le lac Assal) sont alimentés en eau de mer via des fractures au sein de la croûte terrestre.
Si la quantité d'eau quittant le lac en s'évaporant est supérieure à la quantité d'eau qui y arrive, le lac s'assèche pour disparaître ou laisser une étendue de sel, ou salar.
Un cas particulier est le lac Peigneur qui était anciennement d'eau douce, en est devenu salé à la suite d'un accident industriel.

## La vie dans les lacs salés

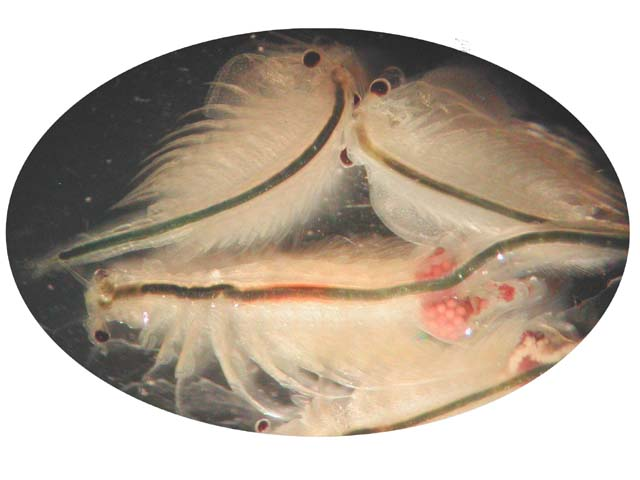
Artemia salina, petit crustacé vivant dans les lacs salés, les lagunes et les marais salants.

La forte concentration en sels n'est pas propice à la vie. Ainsi la présence d'animaux et de végétaux est rare par rapport à ce que l'on retrouve dans les lacs d'eau douce.
Cependant, ils sont peuplés d'organismes halophiles ou halotolérants, c'est-à-dire ayant besoin ou tolérant de fortes concentrations en sel. Ces organismes sont des extrêmophiles appartenant aux domaines des archaea ou des bactéries.

## Lacs salés notables

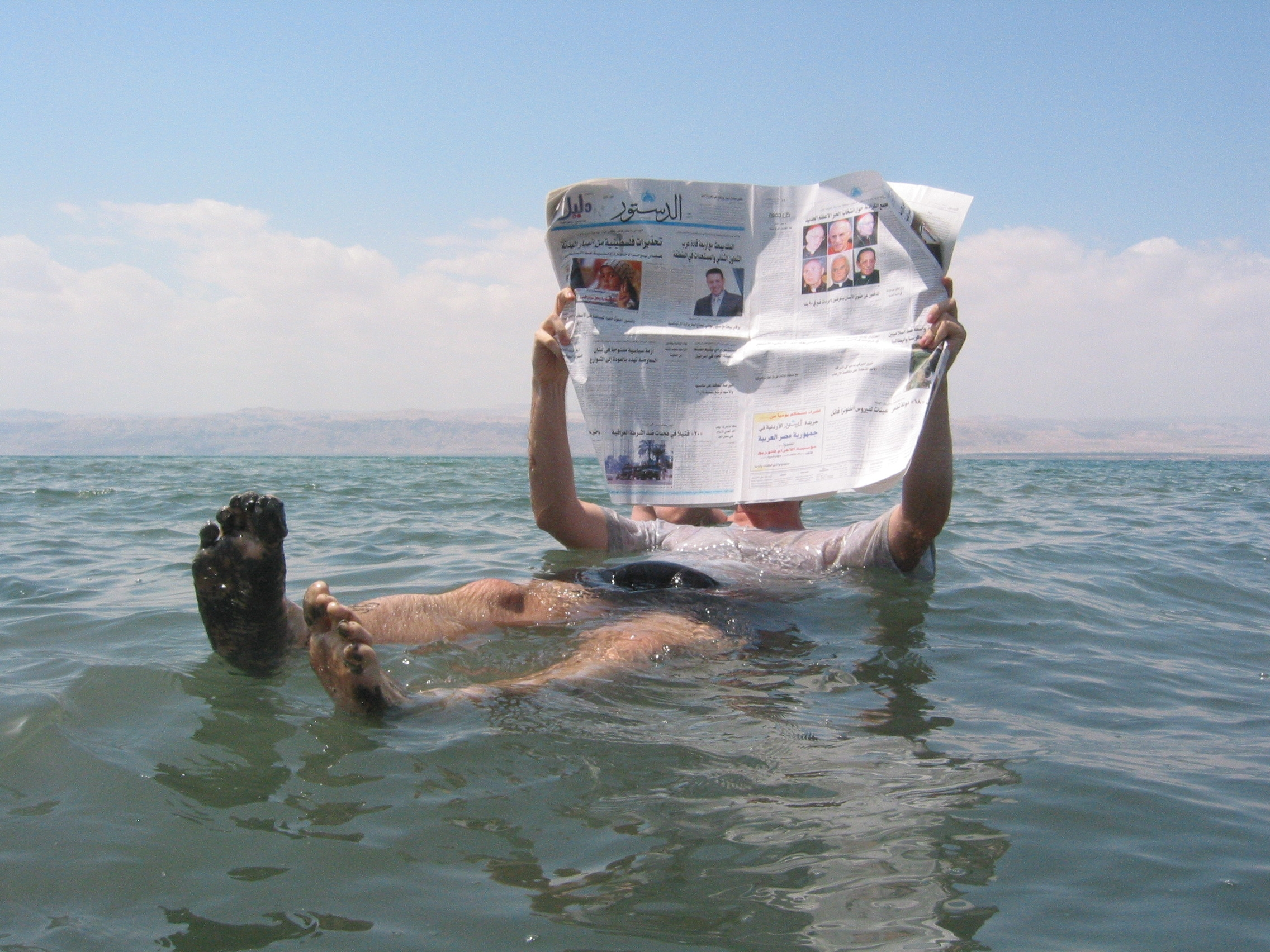
La salinité, et la densité, de la mer Morte est telle qu'elle permet de lire son journal en faisant la planche.

Les quatre plus grands lacs salés du monde sont dans l'ordre : la mer Caspienne, la mer d'Aral, le lac Balkhach et le Grand Lac Salé.
Le lac salé le plus élevé du monde est le lac Namtso, l'un des plus célèbres lacs sacrés du Tibet. Ce lac d'eau salée, situé au nord de Lhassa à 4 718 m d'altitude, est un lieu isolé où se rendent de nombreux pèlerins. Il mesure 70 km de long et 30 de large.
Le lac salé le plus bas du monde est la mer Morte, qui est également le point le plus bas de la surface de la Terre avec 417 m sous le niveau de la mer. D'une surface approximative de 1 050 km2, sa salinité est d'approximativement 22 à 25 % (contre 4 à 6 % pour l'eau de mer). Son taux de sel est de 275 grammes par litre d'eau tandis qu'il est de 35 grammes par litre environ pour l'eau de mer.
Le lac le plus salé connu est le Gaet'ale avec une MDT (en) (matière dissoute totale) de 433 ± 9 g·kg-1.

### Liste des principaux lacs salés
- La mer Caspienne, une mer fermée de l'Asie, est l'une des plus petites mers du monde. En fait, suivant les scientifiques, elle a des caractéristiques à la fois de mer et de lac. C'est néanmoins, avec une superficie de 371 000 km2, la plus grande des masses d'eau enclavées du monde.
- La mer d'Aral est le nom d'une mer fermée d'Asie centrale, située entre 43° et 46° de latitude nord et entre 58° et 62° de longitude est. Elle est partagée entre le Kazakhstan pour sa partie nord et l'Ouzbékistan pour sa partie sud.
- Le lac Balkhach est le plus grand lac du Kazakhstan et le deuxième d'Asie centrale, après la mer d'Aral.
- Le Grand Lac Salé est une petite mer fermée d'Amérique du Nord, entièrement située sur le territoire des États-Unis, dans le Nord de l'Utah. Il provient d'un lac préhistorique du Pléistocène, dénommé lac Bonneville, dont la surface s'est progressivement réduite par évaporation et dont le Grand Lac salé constitue un vestige. D'une superficie moyenne de 4 400 km2 soumise à de fortes variations saisonnières, il est peu profond, quatre mètres en moyenne avec un maximum de moins de onze mètres.
- Le lac Pontchartrain est un grand lac d'eau saumâtre du Sud-Est de la Louisiane. C'est le second plus grand lac salé des États-Unis (après le Grand Lac salé), et le plus grand lac de Louisiane.
- Le lac Eyre est le plus grand lac salé d'Australie et également d'Océanie. Il est aussi le point le plus bas de l'Australie à approximativement quinze mètres en dessous du niveau de la mer et représente le point de focalisation du vaste bassin du lac Eyre.
- La mar Chiquita (de Córdoba) est un grand lac salé qui se trouve au centre de l'Argentine, dans le Nord-Est de la province de Córdoba. C'est le plus grand lac d'Argentine et l'un des plus grands lacs salés endoréiques de la Terre. Depuis 1980, la superficie de la lagune se situe autour de 6 000 km2.
- Le lac Turkana, anciennement nommé lac Rudolf ou lac Rodolphe, est l’un des lacs de la vallée du Grand Rift. D’une superficie de 6 405 km2 et d'une longueur de quelque 300 km, il se trouve pour l'essentiel sur le territoire du Kenya même si son extrémité septentrionale se trouve en Éthiopie. Il s'agit du plus grand lac permanent en milieu désertique et du plus grand lac alcalin.
- Le lac de Van est le plus grand lac de Turquie, à l’extrême est du pays. C’est un lac salé d’origine volcanique sans débouché, qui reçoit l’eau de nombreux petits cours d’eau en provenance des montagnes environnantes. Il fait 120 km de long, 80 km de large et 457 m de profondeur. Sa superficie est de 3 755 km2, son altitude de 1 719 m.
- Le lac Yssyk Koul, au Kirghizistan, forme une petite mer fermée de 6 332 km2 à 1 620 m d'altitude. C'est le deuxième plus grand lac de montagne du monde après le lac Titicaca. Profond de 702 m, le lac est légèrement salé et ne gèle pas en hiver.
- Le lac Assal est un lac situé au centre de Djibouti. Il se trouve à 153 mètres en dessous du niveau de la mer dans la dépression Afar. Le lac Assal couvre une surface de 54 km2 et constitue le point le plus bas du continent africain. Il est entouré de volcans et de banquises de sel.

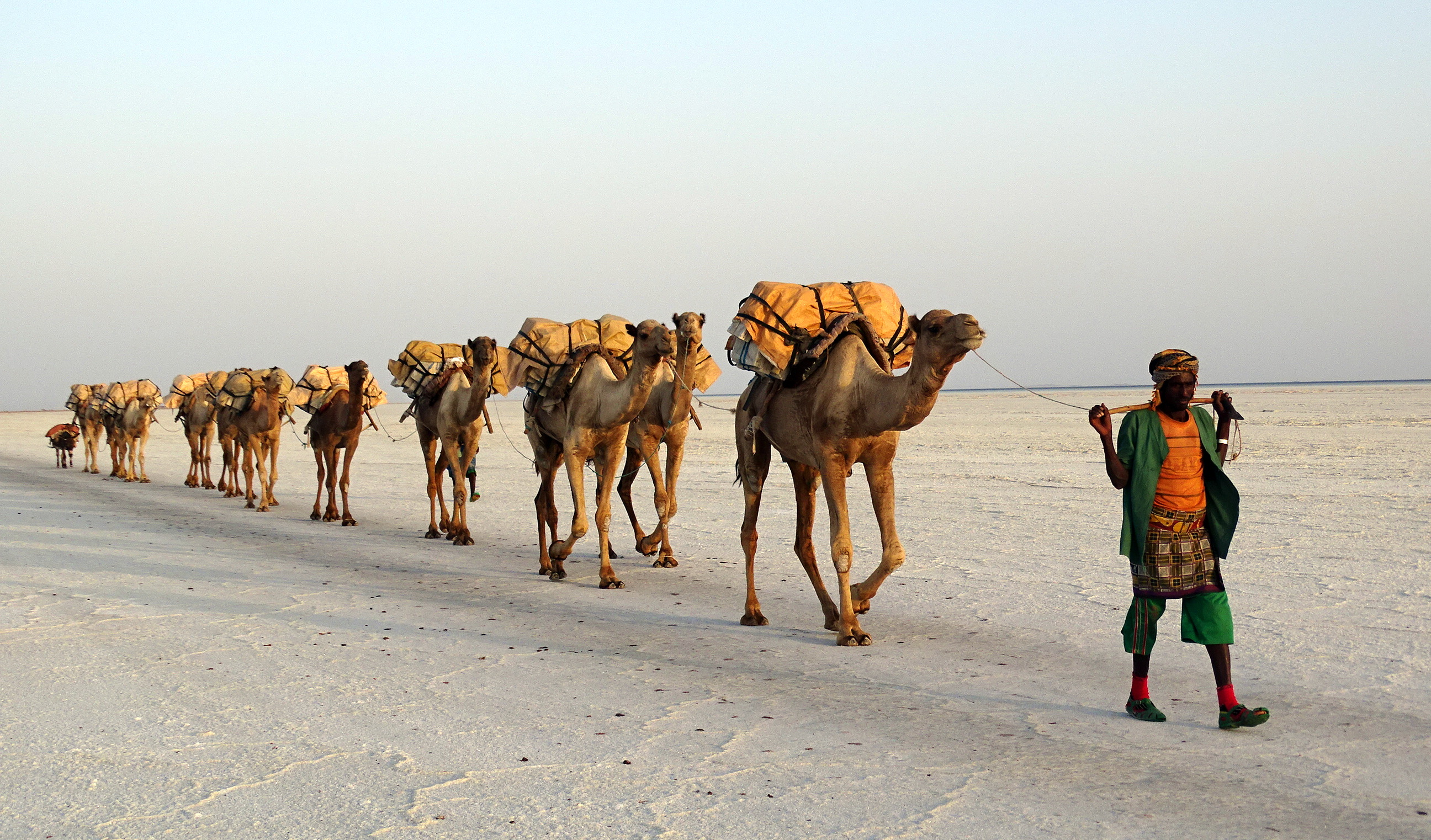
Caravane de sel sur le lac Karoum.

- Le lac Karoum, parfois désigné sous le nom de « lac Assalé », est situé dans le Nord de l'Éthiopie, dans la région Afar, au cœur du désert Danakil et constitue un site important et millénaire d'extraction du sel.
- Le lac Qinghai est le plus grand lac de Chine situé dans la région de l'Amdo, incorporée à la province du Qinghai. Lac d'altitude sur le plateau Qinghai-Tibet, il est situé à 3 205 m au-dessus de niveau de la mer et totalement couvert de glace en hiver. Ses eaux contiennent 16 g de sel par litre d'eau, soit une augmentation de 28 % en trente ans et son pH a atteint 9,5, soit 46 % plus élevé que le pH de l'eau de mer. En raison de la construction d'un centre de recherche d'armes nucléaires à proximité, le lac Qinghai est contaminé par la radioactivité, entraînant des cancers et des malformations à la naissance chez les nomades tibétains de cette région.
- Le lac Niamawi, situé dans le Nord de la Grande Comore (île principale des Comores), dans un ancien cratère volcanique.
- Le Grevelingenmeer, situé dans le delta du Rhin-Meuse au Pays-Bas, est un ancien bras de mer, fermé dans le cadre du Plan Delta.
- Le Lac Rose ou Lac Retba au Sénégal, qui devient progressivement de moins en moins rose à cause de la pollution, en particulier après les fortes pluies de 2022.